# Emmanuelle (romanzo)
Emmanuelle (Emmanuelle Livre 1 - La Leçon d'homme), è un romanzo francese di letteratura erotica firmato da Emmanuelle Arsan - ma forse, come risulterebbe da testimonianze, scritto dal marito diplomatico, Louis-Jacques Rollet-Andriane - pubblicato per la prima volta nel 1967.
Il libro è suddiviso in sei capitoli, e nell'edizione italiana è preceduto da un'introduzione dello psicoanalista Aldo Carotenuto, dove si disquisisce sul nome thailandese dell'Arsan, quasi impronunciabile (almeno per gli europei), Marayat Kramsaseddinsh Virajjakkam, inoltre si accenna al fatto che questo romanzo sarebbe una sorta di autobiografia; nell'introduzione vengono citate anche altre opere, tra cui Histoire d'O di Pauline Réage, Eros e Pathos dello stesso Carotenuto, La vita sessuale di Catherine M. di Catherine Millet. Vengono citati anche alcuni scrittori tra cui il marchese de Sade, Sigmund Freud e altri.

## Trama
Dall'aeroporto di Londra, Emmanuelle s'imbarca sull'aereo verso Bangkok. Durante il volo ha rapporti sessuali con due sconosciuti viaggiatori. A Bangkok scende dall'aereo e trova Jean, suo marito da circa sei mesi.
Alla Royal Bangkok Sports Club, piscina della città di Bangkok, sono riunite molte delle mogli di uomini francesi che lavorano in Thailandia. Ariane, moglie del consigliere dell'ambasciatore di Francia, ha ventisei anni e sta raccontando la sua ultima avventura, durata tre giorni, con il comandante e con alcuni altri uomini del Filibustiere, nave attraccata al locale porto. Insieme ad Ariane ed Emmanuelle c'è anche la tredicenne Marie-Anne.
Emmanuelle e Marie-Anne diventano subito amiche. Il giorno dopo Marie-Anne va a trovare Emmanuelle a casa sua. Le due donne si mettono in libertà ed Emmanuelle, sollecitata da Marie-Anne, narra come ha conosciuto suo marito e come è stata la sua prima volta. Al ritorno a casa di Jean, Emmanuelle si concede a lui e gli confessa che desidererebbe fare l'amore anche con Marie-Anne.
La mattina successiva Emmanuelle va in piscina per fare una nuotata e, casualmente, incontra Ariane. Dopo aver preso un po' di sole, le due decidono di andare in un centro massaggi. Qui Emmanuelle ha un rapporto con la massaggiatrice. Alcuni giorni dopo Emmanuelle viene invitata ad una festa a casa di Marie-Anne e vi conosce Bee, un'altra giovane donna, con cui simpatizza.
Il romanzo continua con altre avventure di Emmanuelle con le sue amiche, con il marito Jean ed anche con altri personaggi del romanzo.

### Personaggi
- Emmanuelle: protagonista
- Jean: marito di Emmanuelle
- Ariane: conoscente
- Marie-Anne: amica di Emmanuelle
- Christopher: amico di Jean
- Bee: amica di Emmanuelle
- Mario: amico di Emmanuelle

## Il romanzo
Moglie diciannovenne di un diplomatico francese, Emmanuelle si presenta come un'eroina sessualmente emancipata e culturalmente cosmopolita, in omaggio al classico binomio erotismo-esotismo. Nasce in un anno indefinito dei Sessanta e nel giro di poco tempo entra nell'immaginario collettivo contemporaneo come simbolo soft di quella liberazione sessuale che all'epoca stava rivoluzionando i costumi della società occidentale. Si può ritenere comunque che il suo personaggio sia più conservatore di quel che può sembrare: la sua disinibizione, tanto naturale quanto educata dai maestri che via via incontra, si esprime in ambienti rigorosamente borghesi, con l'affettata disinvoltura che li contraddistingue, quasi a sancire la definitiva appropriazione da parte dei nuovi ricchi di privilegi che un tempo spettavano all'aristocrazia intellettuale e libertina.

### La diffusione
La prima pubblicazione ebbe luogo a Parigi, grazie all'editore Eric Losfeld intorno al 1965; furono stampate solo 500 copie, ma le critiche positive dei primi lettori convinsero Losfeld a effettuare una ristampa. Poi in libreria ebbe un gran successo di pubblico e alla Fiera del libro di Francoforte destò l'interesse degli editori stranieri. In Italia comparve nel 1968 grazie alla "Forum" e venne tradotto da Goffredo Fofi.
Il libro di Emmanuelle Arsan è stato tradotto in dodici lingue diverse, raggiungendo i 19 milioni di copie vendute in tutto il mondo.

## Edizioni ufficiali e seguiti apocrifi
Versioni ufficiali
- "Emmanuelle (La Lezione d'uomo)" (Emmanuelle Livre 1 - La Leçon d'homme) (1967)
- "Emmanuelle l'antivergine" (Emmanuelle L'Anti-vierge) (1968)
- "Emmanuelle 3 - Il terzo libro" (Emmanuelle à Rome) (1969)
- "Emmanuelle Gold" / "Il ritorno di Emmanuelle" (Le retour d'Emmanuelle) (1970)
- "I figli di Emmanuelle" (Les enfants d'Emmanuelle) (1975)
- "Una notte di Emmanuelle" (Une nuit (Sainte louve)) (1983)
- "Il sole di Emmanuelle" (Les soleils d'Emmanuelle) (1988)

Anthropos
- Emmanuelle: il ritorno (1979)
- Emmanuelle: il delirio dei sensi (1979)

Taurum
Tutti e tre i libri sono stati scritti con lo pseudonimo Fjona Han Hangeström. Hangeström ha scritto anche la quadrilogia di Fjona, sempre edita da Taurum.
- Emmanuelle V - Ménage a tre (1969)
- Emmanuelle educatrice perversa (1970)
- Requiem per Emmanuelle (Libro ultimo) (1971)

Pegaso/Colmen
I seguenti libri non sono stati scritti dalla Arsan.
- Emmanuelle 4 - Il diario intimo (1970)
- Emmanuelle 5 - Viaggio in Italia (1970)
- Emmanuelle 6 - Roma - Napoli - Firenze (1970)
- Emmanuelle 7 - Il diario intimo 2 (1970)
- Emmanuelle 8 - Diario di Hollywood (1971)
- Emmanuelle 9

Colmen
I seguenti libri non sono stati scritti dalla Arsan. 
- Emmanuelle dall'Italia con amore (1971)
- Emmanuelle senza esclusione di colpi (1971)
- Emmanuelle alla ricerca del piacere perduto (1972)
- Emmanuelle dalla Svezia con ardore (1972)
- Emmanuelle alla conquista di Minouche (1972)

I.P.C.
I seguenti libri non sono stati scritti dalla Arsan. 
- Emmanuelle n° 3 - L'antidroga (1972)
- Emmanuelle tango all'italiana (1973)

Edizioni clandestine
- Emmanuelle nella casa di Lesbo (1968)
- Citofonate Emmanuelle vi aprirà (1970)
- Da Parigi a Bangkok - Emmanuelle (1970)

## Emmanuelle al cinema
Il debutto cinematografico avvenne nel 1973: diretto da Just Jaeckin e interpretato da Sylvia Kristel, Emmanuelle fece registrare il più grande successo di tutti i tempi con 10 anni di programmazione ininterrotta in una sala di Parigi, benché in seguito il film fu disconosciuto dalla stessa Emmanuelle Arsan come fedele al suo libro, e fu da lei ampiamente criticato in vari articoli giornalistici ed interviste. Se sulla carta stampata l'avventuriera francese aveva contribuito in modo determinante al rilancio della letteratura licenziosa, sul grande schermo legittimò come culturale un genere da sempre colpito dalla censura. Con l'uscita del film Gola profonda nel 1972, il sesso uscì allo scoperto e si iniziò a distinguere tra cinema erotico e cinema pornografico. Emmanuelle fu ammesso nella prima categoria, e diede un impulso fondamentale anche alla proliferazione e alla diffusione nei circuiti normali dei film erotici. Seguirono altri cinque originali, cioè tratti da idee della Arsan, tutti contrassegnati dalla doppia “m” nel titolo. Sylvia Kristel è stata la prima attrice nel ruolo della eroina creata dalla Arsan. Le sue apparizioni cominciano a diradarsi dal quarto episodio della serie, dove con il pretesto di un'operazione chirurgica viene sostituita da Mia Nygren.
Il trionfo del primo film scatena negli anni settanta un'abbondante produzione apocrifa italiana, distinguibile per il mancato raddoppio della "m" del titolo. L'iniziatore della serie è Emanuelle nera di Bitto Albertini, che lancia la fotomodella di origini indonesiane Laura Gemser. Esistono numerosi altri film che prendono spunto dal personaggio di Emmanuelle, tra questi Emanuelle e Lolita, produzione francese del 1978.
Negli anni novanta il produttore Alain Siritzky acquista i diritti del personaggio e realizza una serie TV composta da sette film, diretti da Francis Leroi e interpretati dalla Kristel insieme a George Lazenby e a Marcela Walerstein, nella parte di Emmanuelle giovane. In seguito Siritzky produce un'altra serie di sette film TV intitolata Emmanuelle in Space, con protagonista Krista Allen e di ambientazione futuristica. Entrambe le serie sono state distribuite in Italia in VHS e DVD. Nel 2000 Siritzky mette in cantiere una nuova serie Emmanuelle 2000, in cui la protagonista è impersonata da Holly Sampson.

## Filmografia

### Film ufficiali
- Emmanuelle (Emmanuelle) (1973)
- Emmanuelle l'antivergine (Emmanuelle ou l'antivièrge) (1975)
- Goodbye Emmanuelle (Goodbye Emmanuelle) (1977)
- Emmanuelle 4 (Emmanuelle 4) (1983)
- Emmanuelle 5 (Emmanuelle 5) (1986)
- Emmanuelle 6 (Emmanuelle 6) (1988)
- Emmanuelle 7 (Emmanuelle au 7ème ciel) (1993)
- Emmanuelle (2024)

### Film TV (Francia)
- L'eterna Emmanuelle (Éternelle Emmanuelle) (1993)
- L'amore di Emmanuelle (L'amour d'Emmanuelle) (1993)
- Magica Emmanuelle (Magique Emmanuelle) (1993)
- Il profumo di Emmanuelle (Le parfum d'Emmanuelle) (1993)
- La vendetta di Emmanuelle (La revanche d'Emmanuelle) (1993)
- Emmanuelle a Venezia (Emmanuelle à Venise) (1993)
- Il segreto di Emmanuelle (Le secret d'Emmanuelle) (1993)

### Emmanuelle - Le nuove avventure(USA)
Serie di film TV fantascientifici con protagonista Krista Allen.  In originale è intitolata Emmanuelle in Space, mentre in Italia è stata edita in DVD dalla Milleniumstorm con il titolo Emmanuelle - Le nuove avventure.
- La regina della galassia (Emmanuelle: Queen of the Galaxy o Emmanuelle: First Contact), regia di Lev L. Spiro (1994)
- Un mondo di desiderio (Emmanuelle 2: A World of Desire), regia di Lev L. Spiro (1994)
- Lezioni d'amore (Emmanuelle 3: A Lesson in Love), regia di David Cove (1994)
- Intime passioni (Emmanuelle 4: Concealed Fantasy), regia di Kevin Alber (1994)
- Un momento per sognare (Emmanuelle 5: A Time to Dream), regia di David Cove (1994)
- Il volo del desiderio (Emmanuelle 6: One Final Fling), regia di Jean-Jacques Lamore (1994)
- Il senso dell'amore (Emmanuelle 7: The Meaning of Love), regia di Brody Hooper (1994)

### Emmanuelle 2000(USA)
Serie di film con Holly Sampson nel ruolo di Emmanuelle.
- Emmanuelle 2000: Being Emmanuelle (2000)
- Emmanuelle 2000: Emmanuelle and the Art of Love (2000)
- Emmanuelle 2000: Emmanuelle in Paradise (2000)
- Emmanuelle 2000: Jewel of Emmanuelle (2000)
- Emmanuelle 2000: Intimate Encounters (2000)
- Emmanuelle 2000, regia di Udo Blass e Fred Olen Ray (2001)
- Emmanuelle 2000: Emmanuelle's Sensual Pleasure (2001)
- Emmanuelle 2000: Emmanuelle Pie (2003)

### Emmanuelle the Private Collection(USA)
Serie di film TV avente come attrice protagonista la modella olandese Natasja Vermeer.
- Emmanuelle the private Collection: Sex Goddess (2004)
- Emmanuelle the Private Collection: Emmanuelle vs. Dracula (2004)
- Emmanuelle the Private Collection: Sex Talk (2004)
- Emmanuelle the Private Collection: The Sex Lives Of Ghosts (2004)
- Emmanuelle the Private Collection: Sexual Spells (2004)
- Emmanuelle the Private Collection: The Art Of Ecstasy (2006)
- Emmanuelle the Private Collection: Jesse's Secrets Desires (2006)

Natasja Vermeer continuerà ad interpretare Emmanuelle nel film Emmanuelle Tango del 2006.

### Emmanuelle Through Time(USA)
- Emmanuelle Through Time: Emmanuelle's Skin City (2011)
- Emmanuelle Through Time: Emmanuelle's Sexy Bite, regia di Rolfe Kanefsky (2011)
- Emmanuelle Through Time: Emmanuelle's Supernatural Sexual Activity, regia di Rolfe Kanefsky (2011)
- Emmanuelle Through Time: Emmanuelle's Forbidden Pleasures, regia di Rolfe Kanefsky (2011)
- Emmanuelle Through Time: Sex Tales, regia di Rolfe Kanefsky (2012)
- Emmanuelle Through Time: Sex, Chocolate & Emmanuelle, regia di Rolfe Kanefsky (2012)
- Emmanuelle Through Time: Rod Steele 0014 & Naked Agent 0069 (2012)

### Altro
- The Joys of Emmanuelle, Parts 1-3 (2001)
- Emmanuelle in Rio (2003)
- Emmanuelle Tango, regia di Milos Twilight (2006)

## Altri adattamenti
- Una versione a fumetti è stata realizzata nel 1978 da Guido Crepax. Inoltre, nel 1990 l'autore ha riadattato anche il seguito Emmanuelle l'antivergine.

## Edizioni
- Emmanuelle Arsan, Emmanuelle, collana Tascabili Bompiani, traduzione di Guido Almansi, Bompiani, 2002, ISBN 88-452-5285-X.